# Rocky Fork Township
Rocky Fork Township est un township du comté de Boone dans le Missouri, aux États-Unis. Il est fondé en 1821.

## Source de la traduction
- (en) Cet article est partiellement ou en totalité issu de l’article de Wikipédia en anglais intitulé « Rocky Fork Township, Boone County, Missouri » (voir la liste des auteurs).